# Голымин-Осьродек (гмина)
Голымин-Осьродек (пол. Gołymin-Ośrodek) — сельская гмина (уезд) в Польше, входит как административная единица в Цеханувский повет, Мазовецкое воеводство. Население — 4051 человек (на 2004 год).

## Демография
| Перепись                       | Всего   | Всего | Женщины | Женщины | Мужчины | Мужчины |
| ------------------------------ | ------- | ----- | ------- | ------- | ------- | ------- |
| Единицы                        | человек | %     | человек | %       | человек | %       |
| Население                      | 4051    | 100   | 2026    | 50      | 2025    | 50      |
| Плотность населения (чел./км²) | 36,6    | 36,6  | 18,3    | 18,3    | 18,3    | 18,3    |

## Сельские округа
1. Гарново-Дуже
2. Гоголе-Вельке
3. Голымин-Осьродек
4. Голымин-Полудне
5. Голымин-Пулноц
6. Конажево-Марцише
7. Мерники
8. Моравка
9. Нерадово
10. Новы-Голымин
11. Обедзино-Гурне
12. Осек-Александрово
13. Осек-Гурны
14. Осек-Вулька
15. Насерово-Дзюравенец
16. Насерово-Гурне
17. Новы-Каленчин
18. Паево-Швелице
19. Паево-Вельке
20. Рушково
21. Смосаж-Добки
22. Старе-Гарново
23. Ватково
24. Вельголенка
25. Воля-Голыминьска
26. Врублевко
27. Завады-Дворске

## Поселения
1. Анелин
2. Гоголе-Стечки
3. Конажево-Речки
4. Конажево-Вельке
5. Конажево-Голомбки
6. Конажево-Скузе
7. Насерово-Дольне
8. Трушки
9. Осек-Дольны
10. Паево-Цыты
11. Паево-Ржыски
12. Рыбакувка
13. Смосаж-Пянки
14. Моравы-Кафасы
15. Моравы-Копце
16. Моравы-Ляски
17. Моравы-Вихерки
18. Новы-Каленчин
19. Конажево-Славки
20. Хрусцеле
21. Гостково
22. Врублево
23. Завады-Влосчаньске

## Соседние гмины
1. Гмина Цеханув
2. Гмина Гзы
3. Гмина Карнево
4. Гмина Красне
5. Гмина Опиногура-Гурна
6. Гмина Соньск